# Satori Kato
Satori Kato fue un químico estadounidense de origen japonés que creó el café instantáneo soluble.
En 1881, Kato presentó el primer café instantáneo durante la Feria del Mundo Panamericano, aunque otras fuentes indican que fue inventado en 1901.